# Pere Antoni Ventalló i Vintró
Pere Antoni Ventalló (Terrassa, 1847-1910) fou un farmacèutic i escriptor català. Va publicar diversos estudis científics sobre temes agrícoles, una comèdia (La muller que fa per casa, 1868) i diverses monografies històriques sobre Terrassa i altres poblacions limítrofes. També va col·laborar amb el conegut Album Pintoresch-Monumental de Catalunya.